# Мартинес, Хулио Сесар
Хулио Сесар Мартинес Агуилар (англ. Julio Cesar Martinez Aguilar; род. 27 января 1995, Мехико, Мексика) — мексиканский боксёр-профессионал, выступающий в наилегчайшей (Flyweight) (до 50,8 кг) весовой категории. Среди профессионалов чемпион мира по версии WBC в наилегчайшем все.
По версии BoxRec на 1 августа 2020 года занимает 2 место (62.24 баллов) среди боксеров наилегчайшего веса и 106 место среди боксеров вне весовой категории.

## Карьера

### 2015 год
Дебютировал Хулио в Куаутитлан-Искальи, штат Мехико,Мексика, 16 октября против непобежденного Хоакина Круса (5-0-0) и проиграл раздельным решением судей (38-37 38-37 в пользу Хоакина и 36-39 в пользу Хуана) это было дебютное поражение Хулио, бой проходил в лимите второго наилегчайшего веса.

### 2016 год
3 марта в Мехико побеждает нокаутом во втором раунде Серхио Гранадоса (1-0-0) бой проходил в лимите второго наилегчайшего веса. 2 апреля в Мехико побеждает нокаутом во 2 раунде непобежденного Леонардо Баеза (7-0-0), бой проходил в легчайшем весе (до 53.5 кг или 118 фунтов). 9 июля в Керетаро (штат Керетаро, Мексика) выиграл нокаутом в 1 раунде дебютанта Исраиля Изкуиердо, бой проходил в наилегчайшем весе. 13 августа Керетаро, прошел реванш между Хулио Мартинесом и Хоакином Крусом (9-0-0), была яркая заруба в котором решением большинства судей (74-74 ничья 77-74 74-72) выиграл Хулио. 1 октября в Мехико выиграл единогласным решением судей (78-75 77-76 78-75) непобежденного Хуго Эрнандеса Агуилара (9-0-0). В течение года Хулио выиграл трёх проспектов.

### 2017 год
17 июня в Мехико встретился с бывшим чемпионом WBC в наилегчайшем весе Эдгаром Сосой(52-10-0), бой продлился все раунды и Хулио выиграл единогласным решением судей(79-72 80-71 78-72). 7 октября в Гвадалахара(штат Халиско, Мексика) выиграл нокаутом в первом раунде Марвина Диаза(2-10-2), бой проходил во втором наилегчайшем весе. 16 декабря в Мехико выиграл нокаутом в 4 раунде бывшего претендента на титул IBF в первом наилегчайшем весе (проиграл 2016 году Акира Яэгаси) Мартина Текуапетла(13-8-4), бой прошел во втором наилегчайшем весе.

### 2018 год
7 июля в Гвадалахаре(штат Халиско, Мексика) выиграл нокаутом во втором раунде бывшего претендента на титул WBA в минимальном весе(проиграл Роману Гонсалесу в 2010 году) Ивана Менесеса Флореса(19-17-1), бой прошел во втором наилегчайшем дивизионе. 11 августа в Мехико выиграл нокаутом в 1 раунде Хуана Лопеса Мартинеза(17-6-0), в этом бою Хулио выступил в привычном для себя наилегчайшем весе. 6 октября в Тихуана(штат Нижняя Калифорния, Мексика) выиграл нокаутом в 1 раунде Виктора Руиза(22-9-0).

### 2019 год
26 января в Сьюдад-Гусман(штат Халиско, Мексика) выиграл нокаутом в 1-м раунде у Ирвина Ордаза (5-5-1), бой прошёл во втором наилегчайшем весе. 23 марта в Мехико Хулио Мартинес (13-1-0) дрался с непобеждённым британцем Эндрю Селби (11-0-0) за статус обязательного претендента на титул WBC в наилегчайшем весе, Селби предсказуемо начал бой со ставкой на манёвренность и работу джебом. В 3-м раунде Мартинес лишился зачётного балла — был оштрафован за случайный удар головой, который привёл к рассечению у оппонента (правило WBC). Мексиканец гонялся за британцем с целью зажать того в углу ринга. В 4-м раунде у Мартинеса получилось разгрузить по корпусу Селби парочку акцентированных бодипанчей. А в 5-й трёхминутке у мексиканца прошёл просто мощнейший хук в печень, который опрокинул британца на канвас. Продолжить бой тот не сумел. 31 августа в Лондоне Хулио Мартинес(14-1-0) дрался с чемпионом WBC в наилегчайшем весе Чарли Эдвардсом (15-1-0). Во второй защите титула 26-летний британец привычно вошёл в роль контрпанчера, пытаясь наказать избирательно и неспешно атакующего Мартинеса во время бросков вперёд. Претендент, как и подобает мексиканцу, бил апперкотами, хуками в туловище, и частенько рассекал воздух свингами. Более-менее конкурентное течение боя было прервано в 3-м раунде. Мартинес зацепил противника в голову, ошарашил его и перевёл Чарли в режим выживания, ну и уже не отпустил: набросал множество апперкотов и разок сочно зарядил по печени. Однако, в процессе добивания мексиканец увлёкся и брутально ударил по печени уже стоящего на коленях противника. Именно эта плюха, запрещённая правилами, нокаутировала британца: из-за боли он не смог подняться и продолжить бой. Весьма спорный результат — КО 3, позже бой был признан не состоявщимся. 20 декабря в Финикс (США) Хулио встретился за вакантный титул WBC в наилегчайшем весе с бывшим чемпионом Кристофером Росалесом (29-4-0) из Никарагуа, бойцы начали схватку практически без разведки. Мартинес работал первым номером, Росалес пытался держать того на дистанции, много двигался. Мексиканец отметился частой сменой стоек, парочкой коронных левых хуков. Во 2-й трёхминутке Росалес спровоцировал драку и потряс оппонента. Мартинес восстановился и вновь завладел инициативой: лучше работал комбинациями, здорово пробивал по корпусу. Бойцы столкнулись головами — возле правого глаза мексиканца появилось небольшое рассечение. Мартинес контролировал ход боя, но иногда пропускал увесистые плюхи никарагуанского нокаутёра, хотя и поразил невероятной эффективностью — более 40% силовых ударов попадали в цель. Росалес здорово держал удар, но к 7-му раунду был вынужден перейти в режим выживания. Комментаторы требовали остановить бой. Активизировались рефери и доктор. Услышав третьего в ринге, Росалес выдал отличную 8-ю трёхминутку, но был забит до остановки рефери невероятным Мартинесом в 9-м раунде. Отличный бой. Хулио новый чемпион мира.

### 2020 год
29 февраля в Фриско (штат Техас,США) проводил первую защиту титула против непобежденного британца Джея Харриса(17-0-0). Мартинес работал на спуртах. Врывался в инфайтинг, бомбил молниеносными комбинациями, не забывая при этом тревожить корпус оппонента. Потряс Харриса апперкотом, разбил претенденту нос. Во 2-й трёхминутке британец выглядел намного лучше за счёт работы ног. Но на последних секундах зевнул правый хук, затем левый хук по корпусу и был вынужден перейти в режим выживания. Спас гонг. Бойцы порадовали болельщиков невероятным раундом №3. Фаворит финтил, менял стойки, здорово пробивал по корпусу. Андердог пытался работать на опережение, двигался, искал углы атак. К 4-й трёхминутке лицо Харриса украшали численные гематомы и кровоподтёки, возле левого глаза появилось рассечение. Мартинес агрессивно начал 7-й раунд. Казалось, что претендент вскоре капитулирует, но тот вернулся в бой и даже чуть лучше выглядел во второй половине трёхминутки. Работа чемпиона по корпусу сказалась в начале 10-й трёхминутки — Харрис взял колено, но несмотря на боль вернулся в бой. Претендент на морально-волевых продержался до финального гонга. Вердикт судей: 118-109, 116-111, 115-112 в пользу фаворита.